# 충주 숭선사지
충주 숭선사지(忠州 崇善寺址)는 충청북도충주시 신니면 문숭리에 있는 고려시대의 절 터이다. 2003년 4월 25일 대한민국의 사적 제445호로 지정되었다.

## 개요
숭선사는 고려 광종 5년(954)에 광종이 어머니인 신명순성왕후의 명복을 빌기 위하여 세운 절이다. 절터 부근에서 발견된 '숭선사(崇善寺)'라고 씌여진 기와를 토대로 이곳이 '숭선사'였음을 알 수 있다.
충청대학교 박물관의 3차(2000∼2002)에 걸친 발굴조사 결과, 금당 외 탑지, 회랑지 등의 유구가 확인되었다. 초창 이후 3차례에 걸쳐 중수된 것으로 추정된다.
사원배치는 전형적인 고려시대의 양식으로 남문지·탑지·금당지·영당지·회랑지·동문지 등의 건물지가 확연하며, 건물의 세부적인 유구는 건물 기단부의 화강암 석축기단·주초석·적심석·석축배수로·전돌포장, 답도, 탑의 적심, 우물, 온돌 등이 원래의 모습으로 보존되고 있어 고려시대의 건축유적으로서의 보존이 필요하며 한국건축사사료로서 매우 큰 가치를 지니고 있다.
출토된 유물은 '숭선사(崇善寺)'라고 씌여진 기와, 금동보살두, 동탁, 모정(기와고정못), 분청사기장군, 청자완, 백자완, 귀면와, 치미, 용두, 와당 등으로 이들 유물은 대부분 고려시대의 것으로 사지(寺址)와 유물이 일치된다.
사지의 입구에는 당간지주(1기)가 있으며 민가도 몇 동 있어 마을 이름도 숭선마을로 전래되고 있다.
숭선사지는 고려시대의 사찰유적임이 발굴조사 결과 밝혀지고 유구의 보존상태도 양호하여 그 역사성과 학술적인 가치가 크다.

## 참고 자료
- 충주 숭선사지 - 국가유산청 국가유산포털